# 下鼻甲
下鼻甲(Inferior nasal concha)有二塊，呈捲曲樣，形成鼻腔外側壁的一部份。他們與上鼻甲及中鼻甲擔任相同的功能，允許空氣進入肺以前的循環及過濾作用。然而下鼻甲是獨立的骨骼，而不像上鼻甲及中鼻甲；後兩者是篩骨的一部份。

## 外部連結
- 解剖學(Anatomy) - 骨頭 - inferior nasal conchae(下鼻甲)（页面存档备份，存于）